# Vadsøya
Vadsøya – wyspa w północnej Norwegii, w okręgu (fylke) Finnmark, w gminie Vadsø. Położona jest na Varangerfjorden (Morze Barentsa). Powierzchnia wynosi 0,8 km².
Wyspa leży na południe od półwyspu Varanger, z którym jest połączona mostem będącym częścią trasy E75.
Wyspa była pierwotnym miejscem położenia miasta Vadsø. W XVII wieku miasto zaczęło się rozrastać na skutek budowania domów na stałym lądzie.

## Maszt do cumowania sterowców
Na wyspie stoi wieża do cumowania sterowców, w latach 20. XX w. wykorzystywana podczas wypraw polarnych. Wysoki na 35 m maszt wybudowano z inicjatywy Umberto Nobile, który chciał zapewnić przystanek w północnej Norwegii przed przelotem na Svalbard. Na lokalizację masztu wybrano Vadsø ze względu na warunki meteorologiczne, przewidywalne dzięki prowadzonym przez 50 lat lokalnym obserwacjom. Maszt został zbudowany we Włoszech, dostarczony do Vadsø w częściach i złożony na miejscu (w przeciwieństwie do podobnego masztu w Ny-Ålesund, który transportowano w całości).
W 1926 sterowiec Norge miał tutaj międzylądowanie w trakcie lotu transpolarnego Amundsena-Ellswortha-Nobilego. Roald Amundsen nie był wówczas na pokładzie, dołączył do wyprawy dopiero w Ny-Ålesund. Trasę od Rzymu do Svalbardu pokonał na jego miejscu bratanek Gustav Amundsen. Było to wielkie lokalne wydarzenie, relacjonowane przez prasę i obserwowane przez mieszkańców całego miasteczka, którzy wylegli na ulice mimo wczesnej porannej godziny (sterowiec wylądował o 5:30).
Wieżę ponownie wykorzystano 5 maja 1928, kiedy to zacumowano sterowiec Italia w trakcie wyprawy generała Nobilego. O obu wydarzeniach informują pamiątkowe tablice przymocowane do masztu.

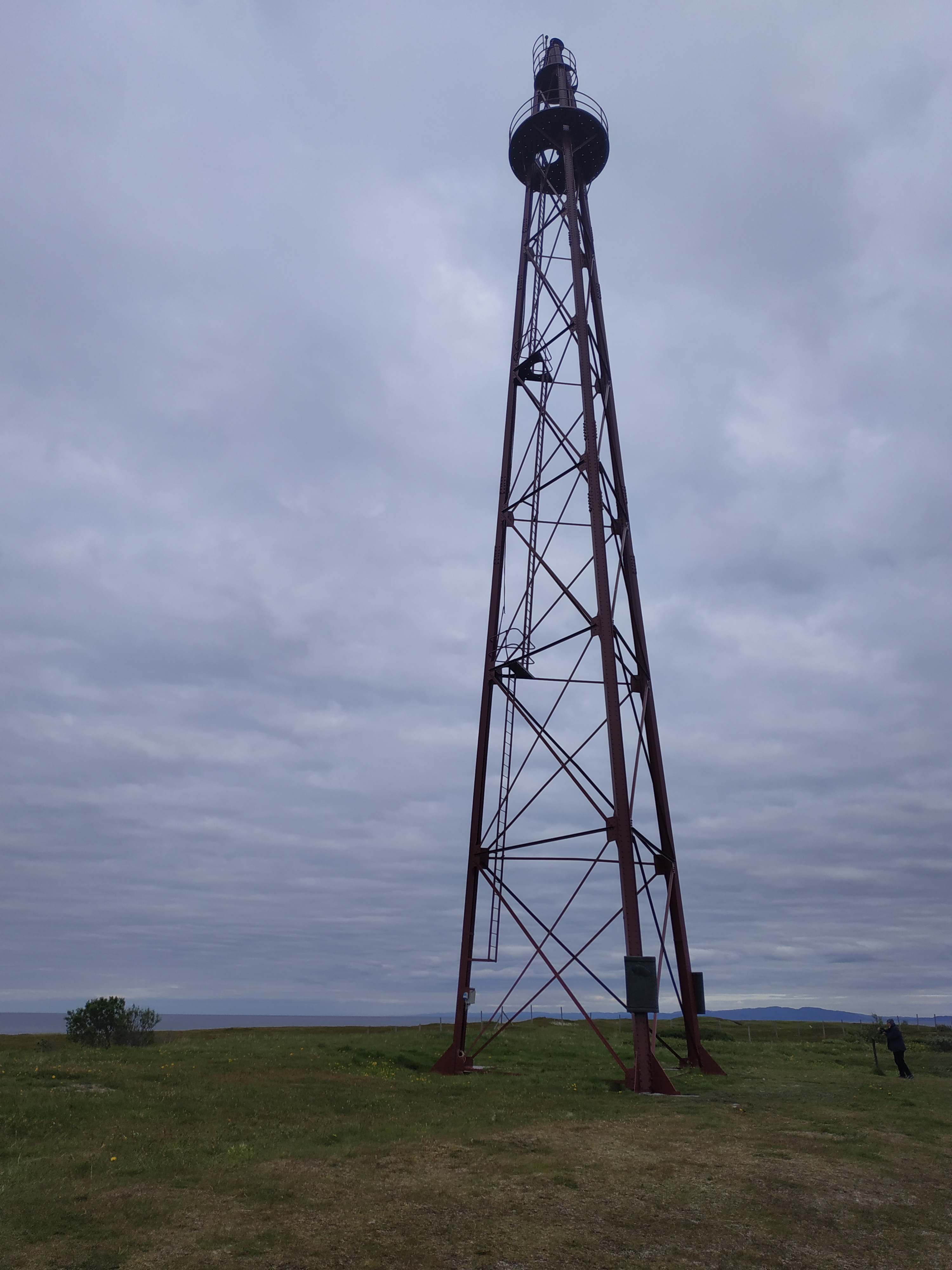
Wieża do cumowania sterowców
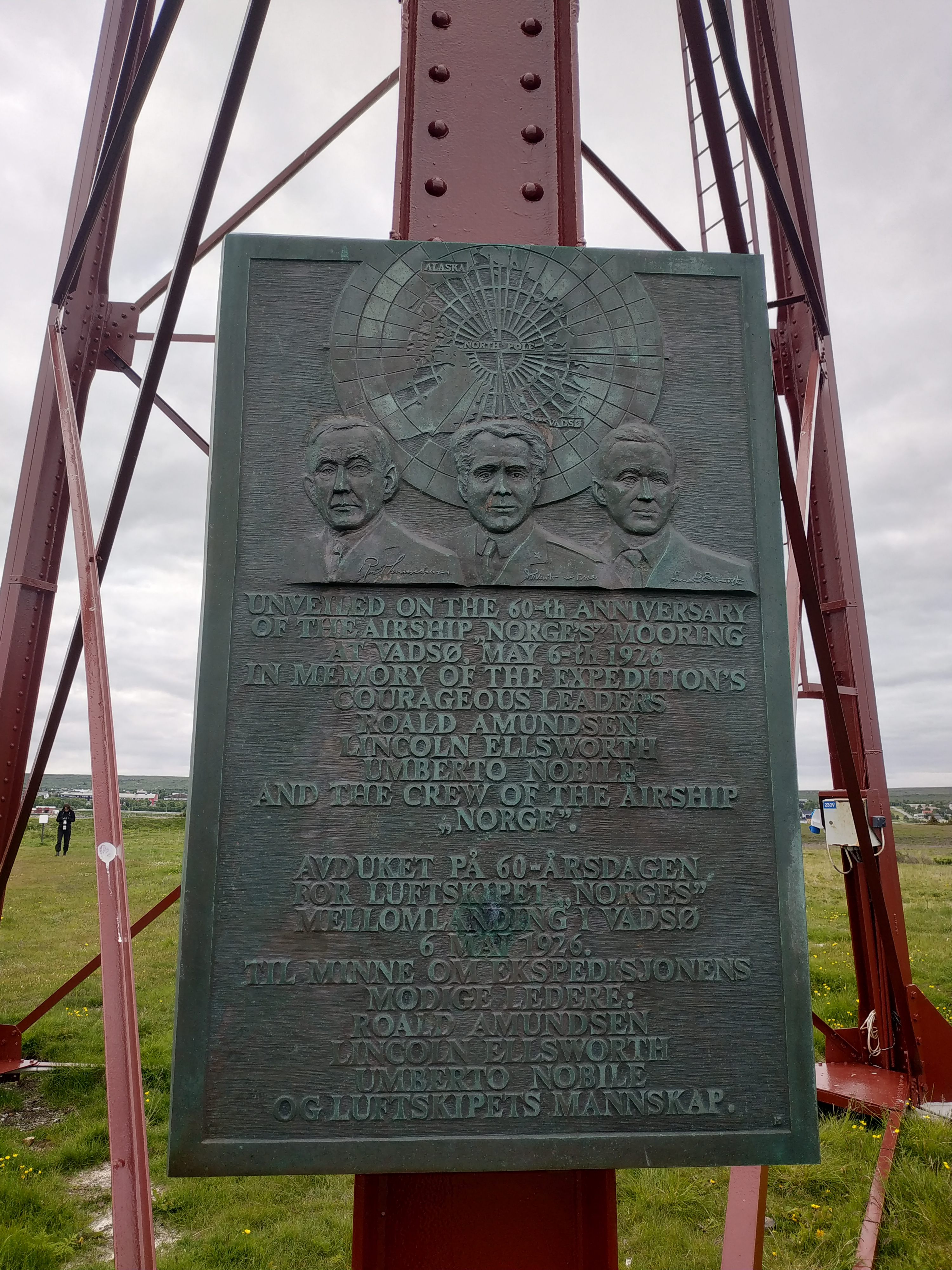
Tablica upamiętniająca 60. rocznicę lądowania sterowca "Norge" w Vadsø 6 maja 1926
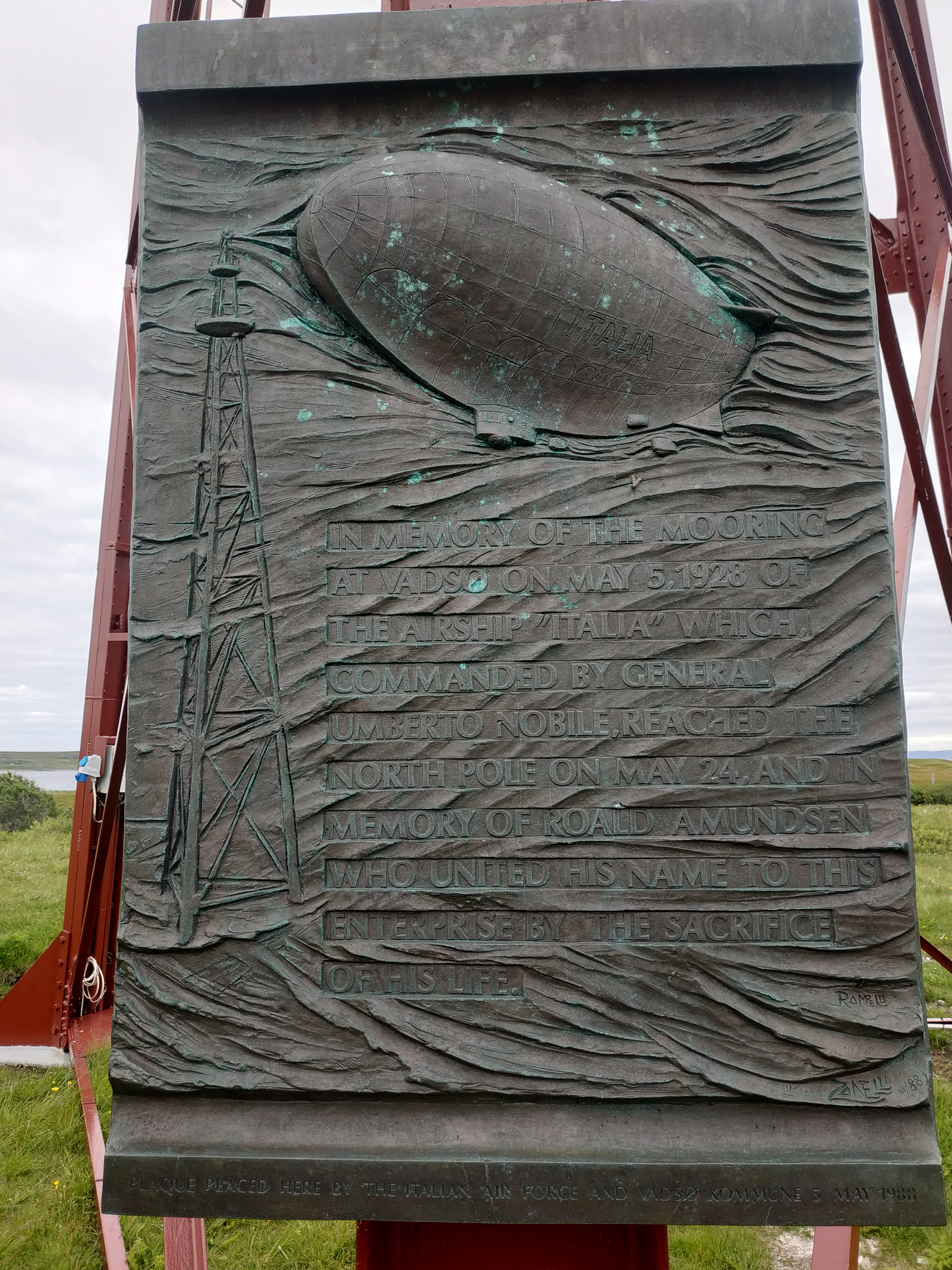
Tablica upamiętniająca lądowanie sterowca "Italia" 5 maja 1928